# グラスベルク
グラスベルク (ドイツ語: Grasberg, 低地ドイツ語: Grasbarg) は、ドイツ連邦共和国ニーダーザクセン州オスターホルツ郡に属す町村（以下、本項では便宜上「町」と記述する）である。この町はブレーメンの北東約20 km の市境を接するモーア（泥湿地）に位置している。

## 地理

### 自治体の構成
この町は以下の集落で構成されている。かっこ内は建設された年である。
| - ヴェルペドルフ (1751) - アイケドルフ (1753) - ラウテンドルフ (1762) - シュマーレンベック (1762) - ダネンベルク (1780 | - テューシェンドルフ (1782) - マイナースハウゼン (1785) - グラスドルフ (1784) - フックスフェルト (1789) - ゼーハウゼン (1790) | - ミッテルスモール (1792) - オッターシュタイン (1794) - アドルフスドルフ (1800) - ヴァインカウフスモール (1826) - グラスベルク（首邑）(1831) |

## 歴史
1750年頃まで、現在のグラスベルクの町域付近は、歩くのも困難な完全に無人の泥湿地であった。ヴェルペ川の両岸の緑地だけが、タルムシュテットやヴィルシュテットの農民によって農業に利用されていた。
ユルゲン・クリスティアン・フィンドルフがハノーファー選帝侯からこの湿地の干拓と宅地化を委任された。彼はヴェルペドルフ（1751年）やアイケドルフ（1753年）を手始めに数多くの村を建設した。
ガスベルクは元々、広い範囲から見ることができ、新鮮な緑が目を引く砂地の丘（海抜 5 m）で、草が生育できる程度に表面上は乾いていた。おそらくこの土地は、入植以前から「グラスベルク」（直訳: 草の丘）と呼ばれていた。
さらにフィンドルフの指示により1785年から教会が建設された。1789年11月1日、日曜日に教区監督官ヨハン・ヒンリヒ・プラッチェが教会堂開基祭を挙行した。この際、教会堂のキャパシティを大きく上回る 4,000人の信者が集まった。
グラスベルク集落は、公式には1831年1月1日に成立したのだが、この場所には「アイケドルファー・フォアヴェイデ」（直訳: アイケドルフの前の小集落）という小さな集落が1776年から存在していた。

### 人口推移と町村合併
| 集落                   | 1910年の人口 | 1939年の人口 |
| ---------------------- | ------------ | ------------ |
| アドルフスドルフ       | 419          | 409          |
| ダネンベルク           | 244          | 452          |
| アイケドルフ           | 364          | 381          |
| グラスベルク           | 159          | 261          |
| グラスドルフ           | 213          | —            |
| フックスフェルト       | 280          | 383          |
| マイナースハウゼン     | 199          | —            |
| ミッテルスモーア       | 142          | —            |
| オッターシュタイン     | 408          | 291          |
| ラウテンドルフ         | 569          | 521          |
| シュマーレンベック     | 282          | 248          |
| ゼーハウゼン           | 249          | 186          |
| テューシェンドルフ     | 284          | 213          |
| ヴァインカウフスモーア | 105          | —            |
| ヴェルペドルフ         | 650          | 879          |

1910年当時、現在のグラスベルクを構成する15の集落はいずれも独立した自治体であり、その中でグラスベルクは2番目に小さな集落であった。1920年代にこのうち4つの集落が人口が少なすぎるという理由で、やや大きな隣の自治体と合併した。1910年と1939年の人口を右の表に示す。
その後、ヴェルペドルフ、グラスベルク、アイケドルフは、合併する集落を受け容れて成長した。1974年以前にすでに、「グラスベルク」の名の下に合併がなされた。
1974年3月1日、アドルフスドルフ、ダネンベルク、フックスフェルト、オッターシュタイン、ラウテンドルフ、シュマーレンベック、ゼーハウゼン、テューシェンドルフ、および廃止されたハイトベルクの一部地域が合併した。1976年7月1日には、ヴィルシュテットの、当時50人ほどの地域（ヴィルシュテッター・モーア）がこれに加わった。隣接するタルムシュテットの一部地域（タルムシュテッター・モーア）が1983年に合併した。

## 行政

### 町議会
グラスベルクの町議会は 20議席からなる。これは人口 7,001人から 8,000人の町の議員定数である。この20人の議員は5年ごとに改選される。
議会ではこれら議員の他に首長も投票権を有している。

### 首長
グラスベルクの専任の町長は、2006年からマーリオン・ショルフマン (CDU) が務めている。彼女は、2014年の選挙では対立候補がおらず、90.8 % の支持票を獲得して再選された。

### 紋章
図柄: 銀地。基部は弓なりの緑地で、銀の波帯が貫いている。その上に、赤い窓、開いた扉、金の十字架を頂上に掲げたこけら葺きの尖頭屋根を戴く塔を前面にした赤い教会。両側には、それぞれ外向きに配置された緑色のオークの葉。
紋章は1968年にグラスベルクとして合併した旧町村を象徴している。緑の丘（紋章基部）と赤い教会（グラスベルクの教会）はグラスベルク、波帯はヴェルペドルフを流れるヴェルペ川、オーク (ドイツ語: Eiche) の葉は、アイケドルフ (Eickedorf) を表している。

### 姉妹自治体
- シャモチン（ポーランド語版、英語版）（ポーランド、ヴィエルコポルスカ県）[15]
- スーソ
  - 市町村再編によりスーソが廃止されたため、この姉妹都市協定は停止した。

## 文化と見所

### フィンドルフ＝ホーフ博物館
フィンドルフ＝ホーフは、19世紀にこの地域の泥湿地に造られた典型的な農場である。農場の中心となる主館に博物館が入居しており、フィンドルフ郷土協会グラスベルク e.V. が活動場所として利用している。

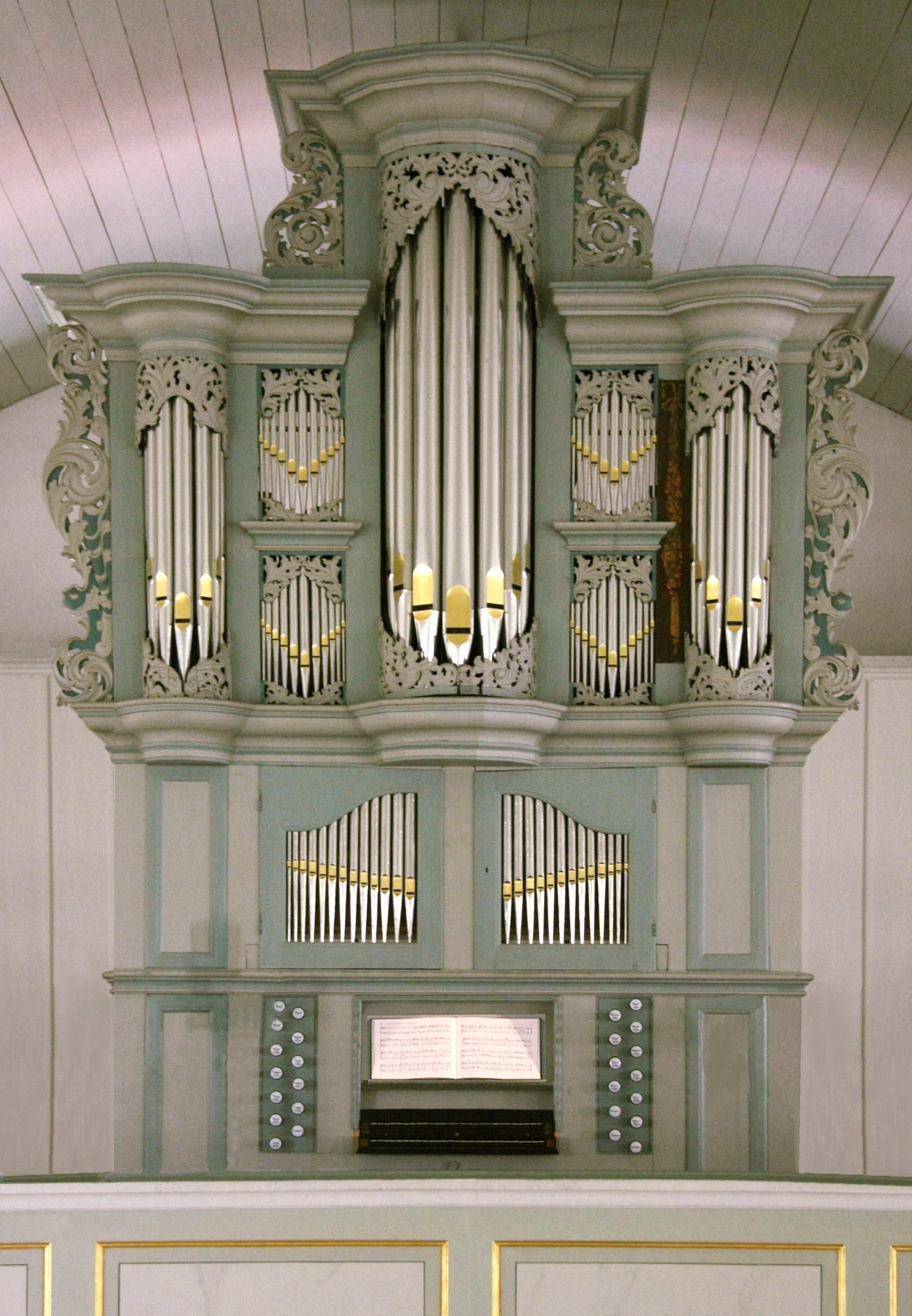
グラスベルクの教会のシュニットガー・オルガン

### グラスベルクの教会
グラスベルクの福音主義＝ルター派の教会は、1781年から1789年にユルゲン・クリスティアン・フィンドルフによって建設された。この教会の特別な点は、元々は1694年にハンブルクのヴァイゼンハウスのためにアルプ・シュニットガーが建設したバロック＝オルガンが設置されていることである。このオルガンは、この著名なオルガン製作者が製作した現存する唯一の小型オルガンである。

### 7月の村のパレード
毎年7月の第3週末、フックスフェルトの射撃祭に合わせて、村のパレードが開催される。最初このパレードは、1998年に「ラブパレード」のモットーを掲げて1台の車と30人ほどの参加者で始まった。開催者はシュマーレンベック青年会とフックスフェルト射撃協会である。2014年には、20台の車と約2,500人以上が参加した。

## 経済と社会資本

### 経済
グラスベルクは、北西部大都市圏の一部である。1106人の就労者のうち、商業・接客業および運輸業が 34 %、製造業が 32 %、サービス業が 27 %、農林業が 6 % である。町外からグラスベルクに通勤する人数は 662人、グラスベルクから町外に通勤する人数は 2,300人で、主にブレーメンとの間を通勤している（いずれの数値も2010年のものである）。
この町には、フックスフェルト北産業地区とヴェルペドルファー・リング産業地区がある。
地域の内外で知られるグラスベルクの企業には以下がある。
- 食料品メーカーの「ツァイスナー・ファインコスト GmbH & Co. KG」（ソーセージソース、特にトマト・ケチャップで知られる）
- ソーラー発電機販売および設置システム製造の「SEN ソーラー・エネルギー・ノルト販売会社 mbH」
- 「ミヒャエリス機械製造 GmbH」
- 「コルデス・リンデンムルヒ」（ウッドチップ製造）

旧ヴェルペデルファー・ミューレは、地区の入り口に位置する製粉・飼料販売・農作物販売の会社であった。この会社はサイロや製粉所の建物を建設してその敷地を拡張した。これらの建物は、1930年代から2011年に取り壊されるまでグラスベルクの町の景観を形作る象徴的建造物であった。数世代にわたってギーシェン家によって運営されたこの会社は、1904年に古い水車小屋から発足し、1925年にはブレーメン＝タルムシュテット軽便鉄道の専用引き込み線に接続するまでになった。1936年に最初のサイロを建設したが、これは 400 t 収容できる、当時としては「巨大な収容量」のサイロであった。1962年に大型の穀物乾燥施設が追加された。1973年この企業はハンザ農作物販売ラーデ連合に加盟した。1999年に火災によりグラスベルクの製粉プラントのかなりの部分が破壊された。企業活動がムルムスホルンおよびヴィルシュテットの支所に移転し、ブレーメンの穀物港に新たな工場が建設された後、ヴェルペドルフの製粉施設は放棄され、2011年に解体された。

### 公共交通
ブレーメン/ニーダーザクセン交通連盟 (VBN) の地方バス630号線がグラスベルクとブレーメンおよびツェーフェンとを結んでいる。日祝日前日の夜行バスN63号線は、1時間ごとに運行しており、ファルケンベルクでブレーメン路面電車4号線に接続している。
2010年11月15日から、住民バス612号線と616号線が西部の集落やヴェルプスヴェーデの一部とを結んでいる。このバスは月曜日から金曜日までの日中、2時間間隔で運行している。
軽便鉄道ブレーメン - タルムシュテット線（ヤン＝ライナース鉄道）は、1900年から1956年まで営業していた。現在の町域には、ヴェルペドルフ＝グラスベルク、アイケドルフ、テューシェンドルフの3つの駅があった。

## 参考図書
- Karl Lilienthal (1982). Jürgen Christian Findorffs Erbe. Lilienthal: Melloh（1931年に出版された第3版の復刻版）
- Rolf Metzing; Johann Schriefer; Fritz Westphal (1987). Grasberg. Osterholz-Scharmbeck: Saade. ISBN 978-3-922642-17-6
- Volkhard Schwietering (1989). Dem Schöpfer geweiht – Geschichte und Geschichten der Kirche Grasberg 1789–1989. Osterholz-Scharmbeck: Saade
- “Die Gemeinden der Region: Ein aufstrebender Ort am Rand des Teufelsmoores”. Weser-Kurier. (2010年6月24日)